# Bjureghawan
Bjureghawan (armenisch Բյուրեղավան) ist eine Kleinstadt in der Provinz Kotajk im Zentrum Armeniens, etwa 20 km von der Hauptstadt Jerewan entfernt.

## Geschichte
Die Stadt wurde als Siedlung 1945 unter dem Namen Arzni Banawan gegründet und bekam 1974 den Status als Siedlung städtischen Typs sowie den heutigen Stadtnamen. Der Stadtstatus wurde 1994 bestätigt. Zwischen 1988 und 1992 nahm die Stadt armenische Flüchtlinge aus Aserbaidschan auf.
Wirtschaftlich war die Stadt zu sowjetischer Zeit ein industriell wichtiger Standort. Es gab Kristall- und Marmorsteinverarbeitung, Mineralwasserherstellung, Stahlbetonfabriken, Bauindustrie, eine geologische Expedition, Depots für landwirtschaftliche Maschinen und verschiedene Waren.
Die Stadt liegt in einem Feriengebiet in der Nähe des Arzni-Resort.

## Galerie

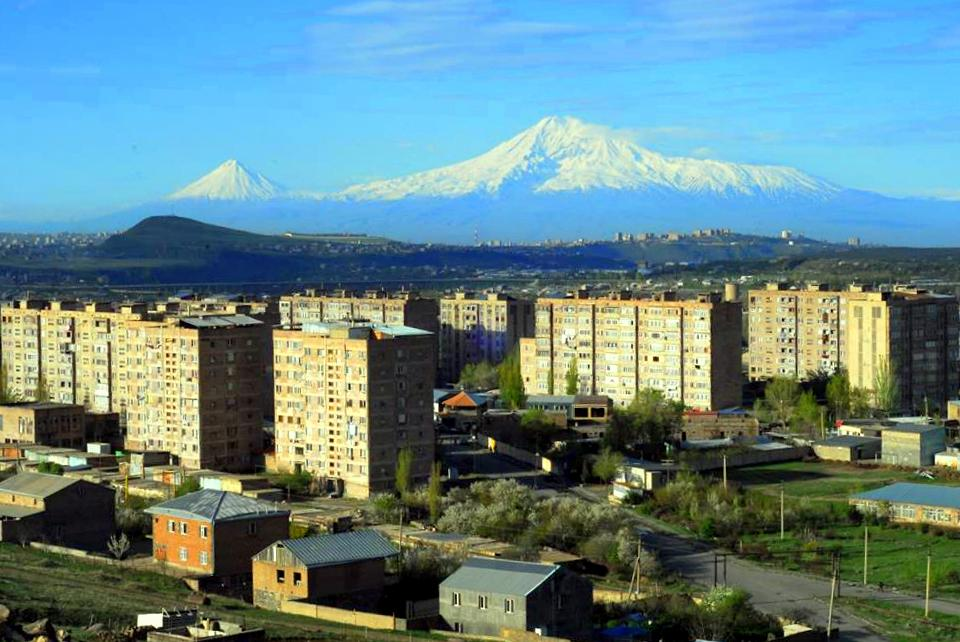
Bjureghawan mit dem Ararat im Hintergrund (2014)
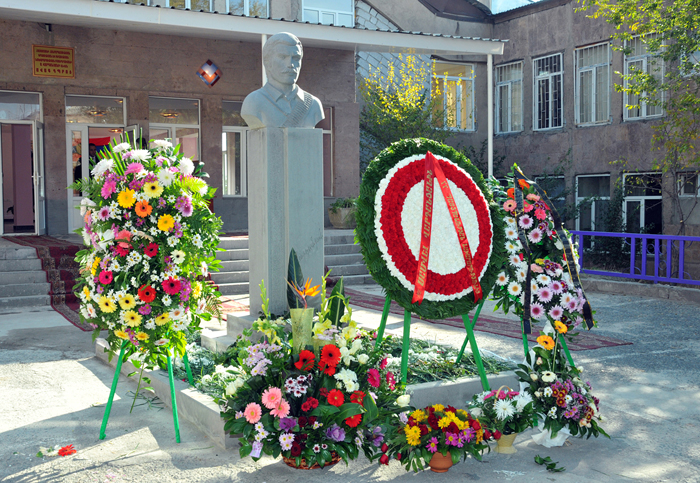
Samwel Wartanjan-Statue (2011)
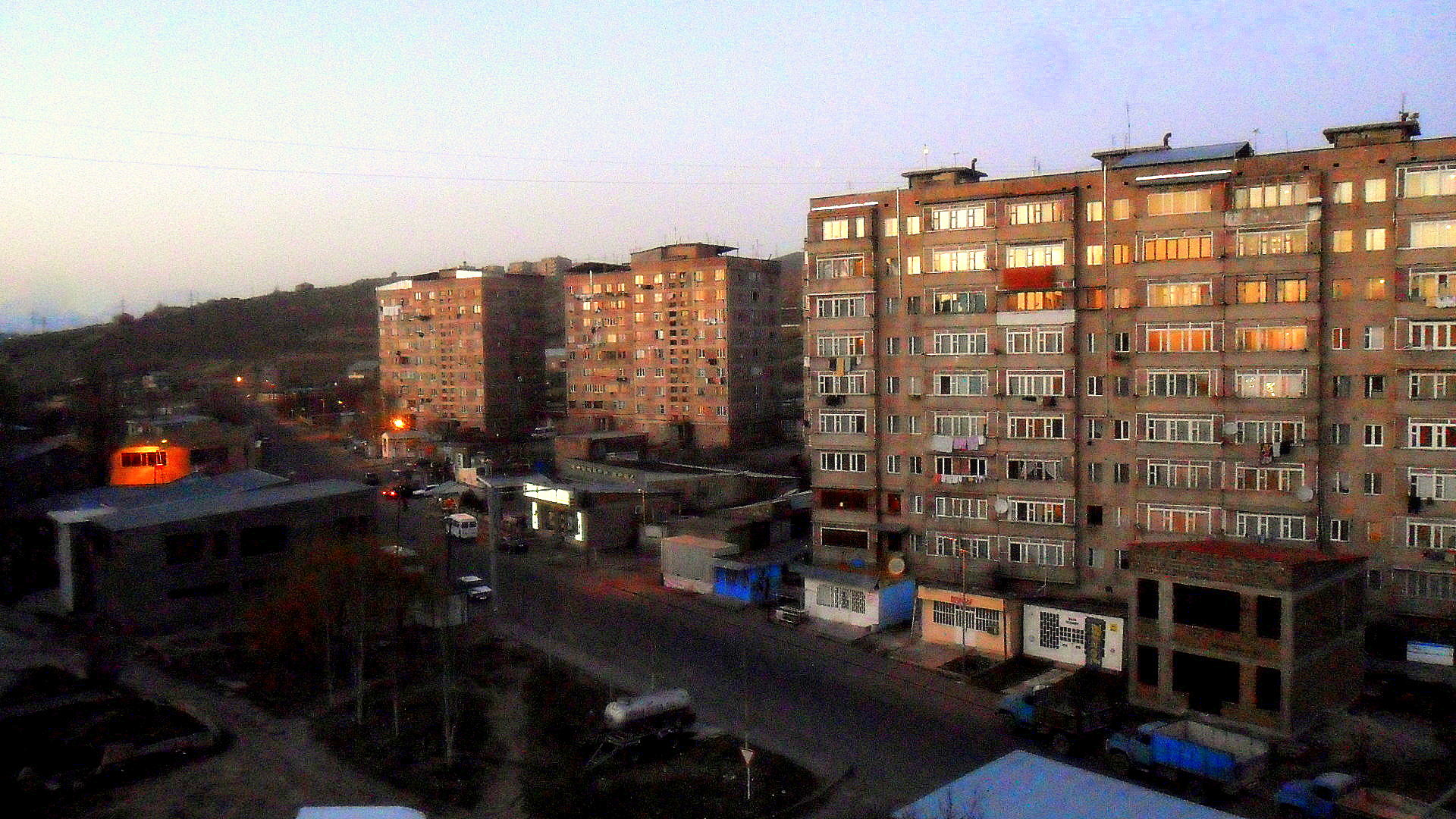
Sorawar-Andranik-Straße (2011)
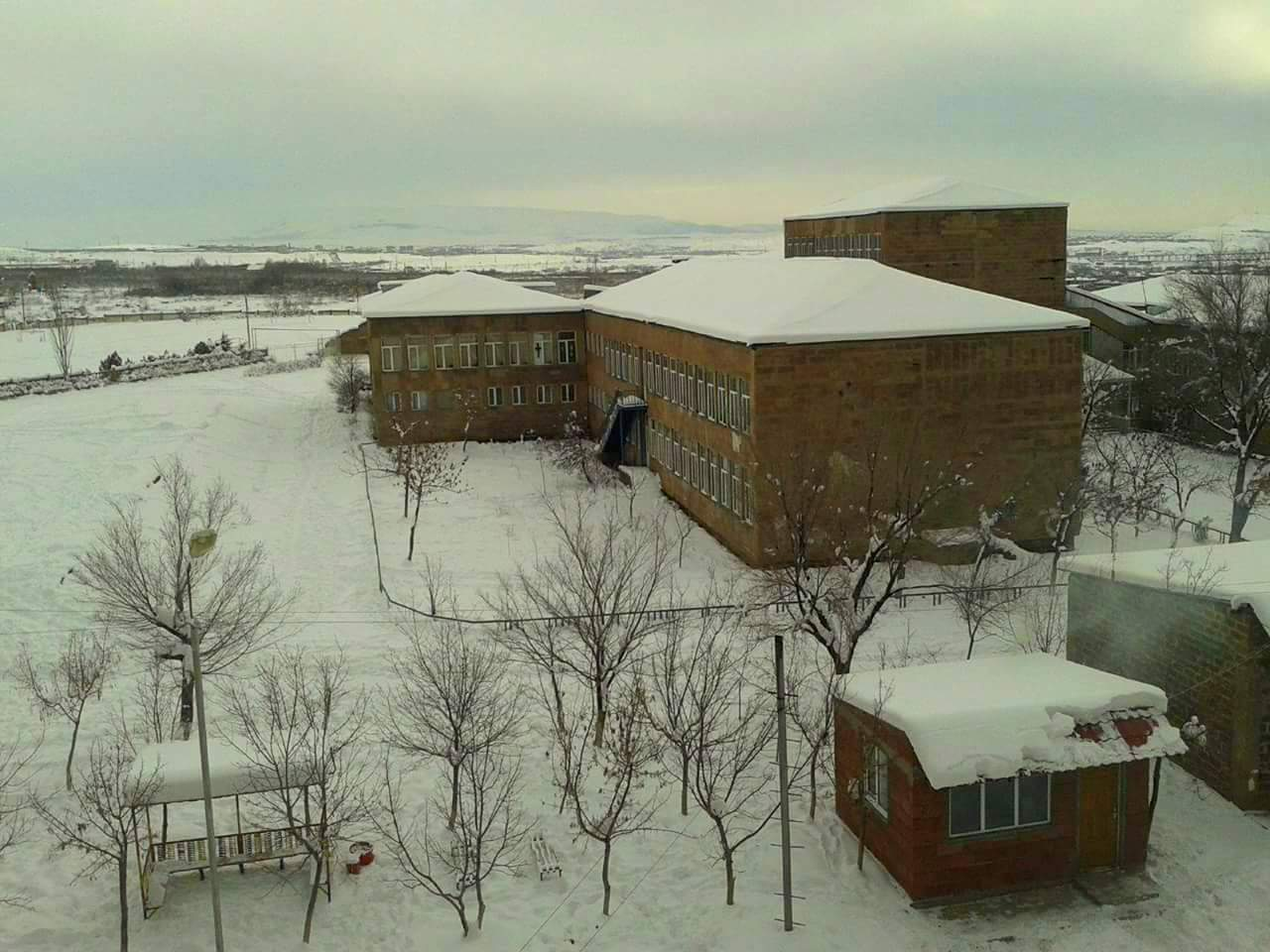
Stadtgebäude im Winter (2016)
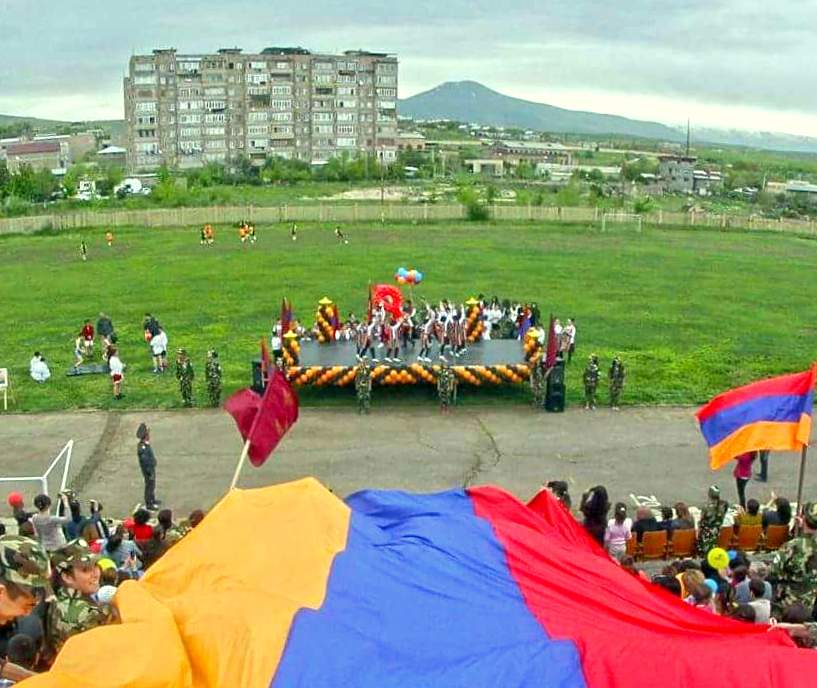
Stadion (2017)